# 카일 슈워버
카일 조지프 슈워버(Kyle Joseph Schwarber, 1993년 3월 5일 ~ )는 미국의 프로 야구 선수로 메이저 리그 베이스볼의 필라델피아 필리스의 외야수이다. 그는 이전에 시카고 컵스를 위하여 활약하였다. 그는 인디애나 후지어스를 위하여 대학 야구를 활약하였다. 그는 2014년 메이저 리그 베이스볼 드래프트의 첫 라운드에서 컵스에 의하여 선발되었고, 2015년 6월 16일 자신의 메이저 리그 데뷔를 하였다.

## 아마추어 경력
오하이오주 미들타운에서 태어난 슈워버는 미들타운 고등학교를 다녔다. 자신의 4년 동안 그는 18개의 홈런과 103개의 타점과 함께 .408 점을 쳤다.
인디애나 대학교에서 신입생으로서 슈워버는 8개의 홈런과 47개의 타점과 함께 .300/.390/.513 점을 친 후 루이빌 슬러거와 대학 야구 신문에 의하여 전국 신입생 선수로 임명되었다. 2013년 2학년생으로서 그는 61개의 경기에서 18개의 홈런과 54개의 타점과 함께 .366/.456/.647 점을 쳤다. 그는 국립대학야구작가협회에 의하여 전국 퍼스트팀 선수로 임명되었다. 시즌 후에 슈워버는 여름 동안 미국 대학 야구 국가대표팀을 위하여 활약하였다. 주니어로서 그는 13개의 홈런과 함께 .348/.456/.643 점을 쳤다. 그는 조니 벤치 상의 결선 진출자였다. 그는 레크리에이션 스포츠 경영에 전공하였다.
2012년 대학 오프시즌에서 슈워버는 케이프코드 야구 리그의 웨어햄 게이트멘을 위하여 활약하였다. 게이트멘과 리그 선수권을 우승한 후, 슈워버는 플레이오프 MVP 상을 수상하였다. 2019년 6월 그가 그해 케이프코드 야구 리그 명예의 전당에 가입할 것이라고 공고되었다.

## 프로 경력

### 마이너 리그
슈워버는 2014년 메이저 리그 베이스볼 드래프트의 전체 4위, 첫 라운드에서 시카고 컵스에 의하여 선발되었다. 그는 6월 11일 계약하였다. 선발되자 마자 MLB.com 분석가 버니 플레스코프는 슈워버를 "경기를 변화시키는" 대타자로서 인불 소개를 썼다. 하지만 플레스코프는 그의 주루와 수비 실력들에 관하여 비판적이었으며 "슈워버는 본루에 부진하고 방어적으로 느리다"고 소감을 남겼다. ESPN의 키스 로는 그의 선발 프로파일에서 비슷한 감정을 울려 "슈워버는 클래스에서 아무 잠재 고객의 가장 원시적인 힘을 가졌을 것이다"고 참고하였다. 메이저 리그 베이스볼 스카우트 사무국은 또한 그를 맷 스테어스에게 비슷한 역할을 하는 것으로 추정한 동안 슈워버의 스윙 역학을 제프 배그웰의 것으로 비교하였다.
그는 3일 후에 보이즈 호크스와 함께 자신의 프로 데뷔를 하여 하나의 홈런과 3개의 타점과 함께 3 승 4 패로 갔다. 그러고나서 컵스는 시즌의 말기 전에 그를 클래스 A 미드웨스트 리그의 케인카운티 쿠가스와 클래스 A 진출 플로리다 스테이트 리그의 데이토나 컵스로 승진시켰다. 3개의 팀 사이에 총72개의 경기에서 그는 18개의 홈런, 53개의 타점과 18개의 2루타와 함께 .344/.428/.634 점을 쳤다.
슈워버는 더블 A 서던 리그의 테네시 스모키스와 함께 2015년 시즌을 시작하였다. 그해 7월 그는 올스타 퓨처스 게임에서 활약하여 팀 USA를 위하여 앞서간 2점 3루타를 친 흐 경기의 MVP로 임명되었다.

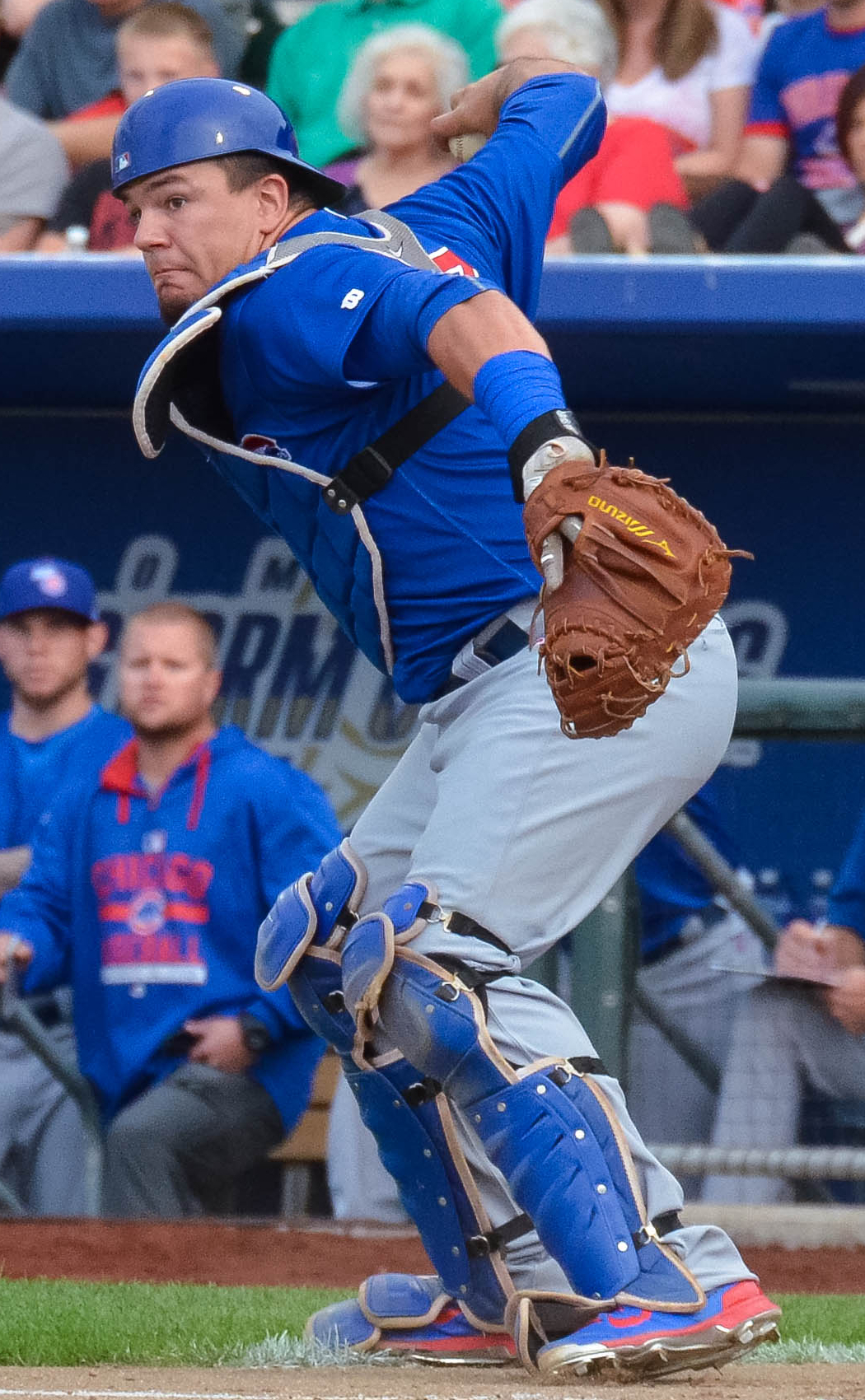
아이오와 컵스 시절의 슈워버 (2015년)

### 시카고 컵스

#### 2015년
컵스는 2015년 6월 16일 인터리그 플레이가 열린 동안 6개의 경기를 위하여 지명 타자로 지내는 데 슈워버를 메이저 리그로 승진시켰다. 슈워버는 그날 밤 그 포지션의 선수로서 자신의 메이저 리그 데뷔를 이루어 리글리 필드에서 열린 클리블랜드 인디언스를 상대로 8번째 이닝에서 퇴장을 당한 포수 미겔 몬테로를 대체하였다. 이어진 밤에 지명 타자로서 그는 컵스와 인디언스가 둘다 클리블랜드로 여행을 떠난 후, 2개의 타점과 6개의 총루와 함께 5개의 타석에서 4개의 안타를 얻었다. 6개의 경기 후에 컵스는 슈워버를 퍼시픽 코스트 리그의 트리플 A 아이오와 컵스로 보냈다. 7월 16일 슈워버는 포수 몬테로에게 부상의 이유로 컵스에 재가입하는 데 아이오와로부터 도로 불러졌다. 7월 21일 신시내티 레즈에 5 대 4의 엑스트라 이닝 승리에서 슈워버는 9번째 이닝에서 경기의 동점을 매긴 2점 홈런과 컵스에게 선두를 주는 데 13번째의 정상에서 앞서가는 홈런을 쳤다. 슈워버의 3개 다수 홈런 경기들은 1914년 이래 그가 활약한 첫 51개의 경기에서 컵스의 신인 선수를 위하여 가장 많다. 그는 겨우 273개 만의 본루 출연에서 16개의 홈런, 52개의 매긴 득점과 43개의 타점과 함께 .246의 타구 평균을 기록하여 69개의 경기를 활약한 2015년 정규 시즌을 끝냈다. 내셔널 리그 와일드 카드 게임에서 슈워버는 컵스가 피츠버그 파이리츠를 4 대 0으로 꺾고 세인트루이스 카디널스를 상대로 내셔널 리그 디비전 시리즈에 진출하는 도움을 주는 데 3개의 득점에서 몰아내어 긴 2점 홈런을 쳤다. 내셔널 리그 디비전 시리즈에서 슈워버는 우익에서 새로운 리글리 필드의 점수판의 정상에 상륙한 대량의 4번째 경기 숏을 포함한 2개의 홈런과 함께 컵스를 3 대 1의 시리즈 승리에 도움을 주었다. 공은 도난을 방지하는 데 2015년 ~ 16년 오프시즌 동안 제거되었으나 플렉시글래스에 싸여 상륙한 곳으로 돌아왔다. 2015년 내셔널 리그 챔피언십 시리즈의 3번째 경기에서 뉴욕 메츠에게 5 대 2로 패한 자신의 8번째 경력 포스트시즌 경기에서 슈워버는 자신의 5번째 경력 포스트시즌 홈런을 기록하였고, 또한 22세 혹은 미만의 선수에 의한 싱글 포스트시즌에서 가장 많은 홈런을 위한 기록을 세워 미겔 카브레라를 통과하였다.

#### 2016년

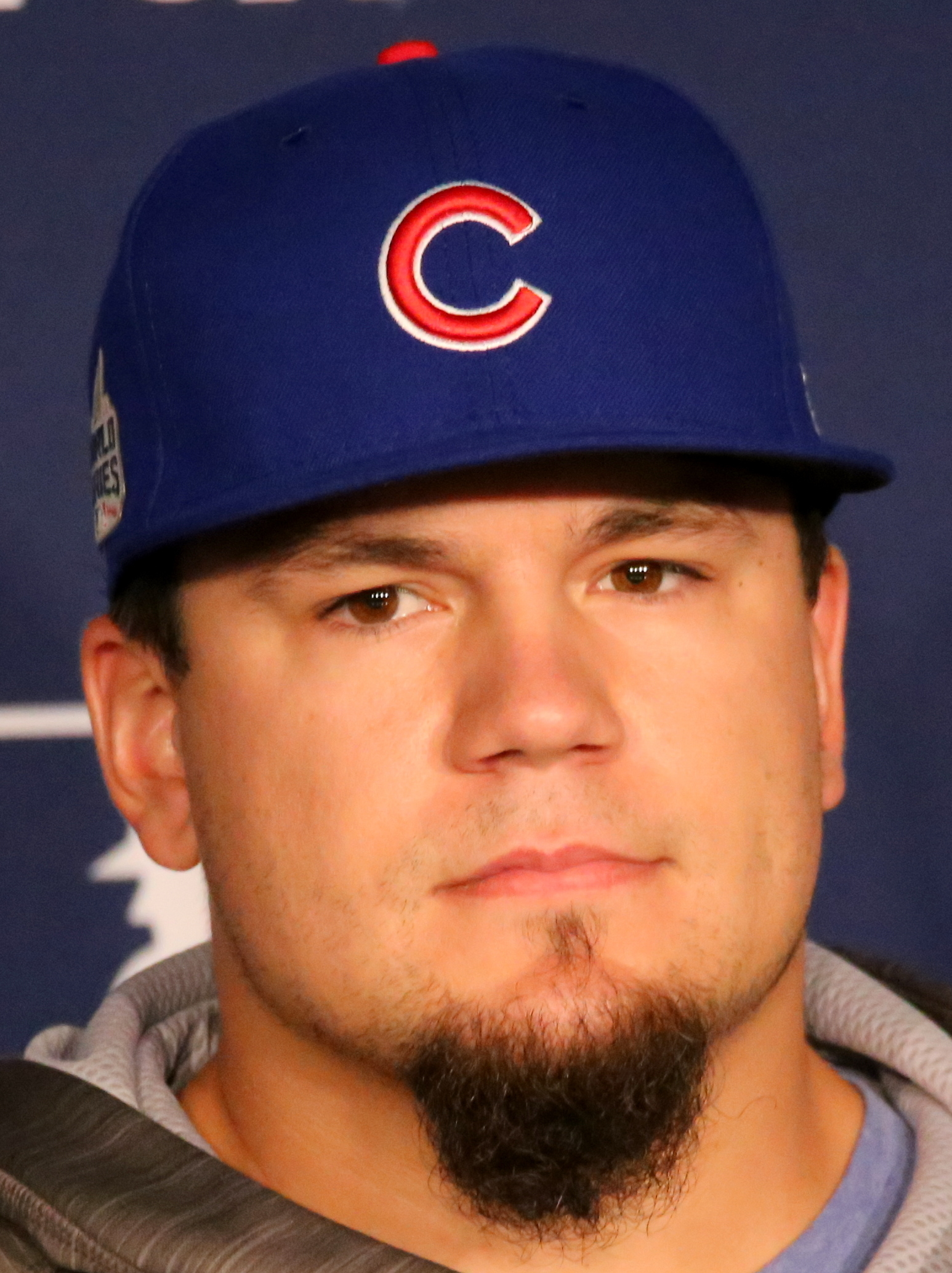
2016년 월드 시리즈의 첫 경기가 열리기 전에 기자 회견에서

슈워버는 2016년 4월 7일 동료 선수 덱스터 파울러와 외야수 충돌에 연루되기 전에 2개만의 경기를 활약하였고, 왼쪽 다리 부상의 이유로 경기로부터 제거되었다. 슈워터는 자신의 왼쪽 무릎에 전방 십자 인대와 외측 측부인대가 찢어져 2016년 시즌의 나머지를 놓칠 것이었다. 부상을 당함에 불구하고, 시즌 동안 슈워버를 둘러싼 많은 이적 소문들이 있었으며 특히 프리미엄 구원 투수를 위한 컵스의 욕망을 여겼다. 컵스의 회장 테오 엡스타인은 "그것이 그를 이적시키는 데 옳지 않을 것"이라고 말하면서 슈워버의 상황을 해결하였다. 컵스는 슈워버를 포기하지 않으면서 결국적으로 뉴욕 양키스로부터 어롤디스 채프먼을 얻었다. 컵스가 포스트시즌으로 더욱 멀리 진출하면서 기대하지 뜻밖에 빠른 회복이 슈워버의 복귀를 점점 더많은 가능성으로 만들었다. 슈워버는 2016년 내셔널 리그 챔피언십 시리즈의 3번째 경기 전에 다저 스타디움에서 팀과 함께 성공적인 현장 운동에 참가하였다. 10월 22일 슈워버는 컵스가 내셔널 리그 챔피언십 시리즈의 6번째 경기에 활약한 똑같은 날에 메사 솔라 삭스와 함께 활약하는 데 애리조나 폴 리그로 갔다.
컵스는 2016년 월드 시리즈를 위하여 자신들의 로스터에 슈워버를 추가하였고, 자신들의 지명 타자로서 첫 경기에 그를 시작하였다. 컵스의 출발 정렬에 슈워버의 추가는 4월 그의 부상 이래 메이저 리그 경기에서 그가 활약하지 않았던 것을 감안했을 때 놀라웠다. 슈워버는 첫 경기의 4번째 이닝에서 우익의 벽으로 2루타를 쳤다. 그는 월드 시리즈가 열린 동안 자신의 시즌의 첫 안타를 얻는 데 야구 역사상 첫 메이저 리그 포지션 선수가 되었다. 그는 방어에 활약하는 데 의학적으로 허가되지 않았고 대타자 혹은 지명 타자로서 출연들 만을 이루었다. 슈워버와 컵스는 108년 만에 컵스의 첫 월드 시리즈 우승을 차지하는 데 7개의 경기에서 인디언스를 꺾었다. 월드 시리즈가 열린 동안 슈워버는 .412의 타구 평균을 위하여 타구하고 .500의 출루율을 유지한 동안 하나의 1루타, 2개의 타점과 하나의 도루를 포함한 7개의 안타를 기록하였다.

#### 2017년
슈워버는 2017년 시카고 컵스 시즌을 위하여 4월과 5월 동안 오프닝 데이의 출발 좌익수와 리드 오프 타자였다. 슈워버는 야구의 전체에서 최악의 타구 평균들 중의 하나와 함께 한해의 첫 3분의 1을 시작하여 5월을 위하여 겨우 .120 점을 쳤다. 6월 22일 그가 트리플 A로 강등되었을 때 그는 12개의 홈런과 28개의 타점을 가졌으나 그의 타구 평균은 야구에서 가장 낮았으며 그는 모든 3개의 타석에 스트라이크아웃을 평균하고 있었으며 왼손 잡이들을 상대로 겨우 .143 점을 치고 있었다. 슈워버는 올스타 브레이크 후에 7월 6일 컵스의 활동 로스터로 돌아왔다. 8월 12일까지 그는 5개의 홈런, 3개의 2루타와 하나의 3루타와 함께 13개의 경기 중 10개에서 안전하게 타구하였다. 그는 300개의 본루 출연에서 106번이나 스트라이크아웃 되었다. 슈워버는 59개의 9월 타석에서 .954의 OPS와 함께 .288 점을 치고, 30개와 함께 끝내는 데 6개의 홈런을 쳐 자신의 시즌 평균을 7월 6일 .168 점에서 연말까지 .211 점으로 올렸다.

#### 2018년 ~ 20년
오프시즌 도안 슈워버는 엄격한 운동 지배를 실시하였고, 30 파운드나 빠졌다. 슈워버는 2018년 메이저 리그 베이스볼 홈런 더비의 3개의 단계 동안 55개의 홈런을 쳤고, 최종 라운드에서 워싱턴 내셔널스의 고향 영웅 브라이스 하퍼에게 19 대 18로 밀려 2위로 왔다. 시즌을 위하여 그는 26개의 홈런, 14개의 2루타와 61개의 타점과 함께 .238 점을 타구하였다.
2019년 슈워버는 38개의 홈런과 92개의 타점과 함께 .250/.339/.531 점을 타구하였다. 그는 전체 메이저 리그 타자들 중에 커브 볼의 최고 퍼센티지 (14.7%)가 던져졌다. 2019년에 방어에 그는 실책에서 6개와 함께 전체의 내셔널 리그 좌익수들을 이끌었고, 전체 메이저 리그 좌익수들 중에 최저 수비율 (.974)을 가졌다.
2020년 슈워버는 .188/.308/.393 점을 타구하였고, 전체의 자격을 갖춘 내셔널 리그의 타자들 중에 최저 타구 평균을 가졌다. 12월 2일 컵스는 이제 전 동료 선수이자 방어 전문 선수 앨버트 알모라 주니어와 더불어 슈워버를 부드럽게 하지 않았다.

### 워싱턴 내셔널스
2021년 1월 9일 워싱턴 내셔널스는 그들이 슈워버를 2022년을 위한 상호 선택을 포함한 1년 메이저 리그 계약으로 맺었다고 공고하였다.

### 보스턴 레드삭스
2021년 시즌 중 보스턴 레드삭스로 트레이드되었다.

### 필라델피아 필리스
2021 시즌을 마친 후 FA 자격을 취득하게 되었고, 2022년 3월 16일에 필라델피아 필리스와 4년 7900만 달러의 계약을 체결하였다.

## 개인 생활
슈워버는 퇴직한 경찰서장 그레그와 도나 슈워버의 아들이다. 그는 3명의 누이가 있었다. 카일의 삼촌 토머스 슈워버는 오하이오 주립 대학교를 위하여 투수로서 대학 야구를 활약하였고, 1991년부터 1993년까지 3개의 시즌을 위하여 디트로이트 타이거스의 마이너 리그 시스템에서 프로적으로 활약하였다. 슈워버는 고등학교에서 라인배커로서 미식축구를 하였으며 또한 미들타운 고등학교의 합창단 쇼에 참가하기도 하였다. 그는 신시내티 레즈의 팬으로 자라왔다.
슈워버는 2017년 시즌 동안 플레이어스 위켄드를 위하여 자신의 별명으로서 "Schwarbs"를 선택하였다.